# وزالیوس (دهانه)
وزالیوس یک دهانه برخوردی در ماه‌ است.

## دهانه‌های اقماری
این دهانه ۶ دهانه اقماری دارد.
| Vesalius | عرض جغرافیایی | طول جغرافیایی | قطر          |
| -------- | ------------- | ------------- | ------------ |
| C        | ۰.۸° S        | ۱۱۶.۷° E      | ۲۲.۰ کیلومتر |
| D        | ۲.۲° S        | ۱۱۶.۹° E      | ۵۰.۰ کیلومتر |
| G        | ۳.۷° S        | ۱۱۷.۳° E      | ۱۴.۰ کیلومتر |
| H        | ۳.۹° S        | ۱۱۹.۰° E      | ۳۶.۰ کیلومتر |
| J        | ۴.۸° S        | ۱۱۹.۱° E      | ۲۵.۰ کیلومتر |
| M        | ۵.۷° S        | ۱۱۴.۵° E      | ۳۱.۰ کیلومتر |